# Horbourg-Wihr
Horbourg-Wihr é uma comuna francesa na região administrativa de Grande Leste, no departamento Alto Reno. Estende-se por uma área de 9,41 km². Em 2010 a comuna tinha 6 217 habitantes (densidade: 660,7 hab./km²).